# Enoplognatha quadripunctata
Enoplognatha quadripunctata är en spindelart som beskrevs av Simon 1884. Enoplognatha quadripunctata ingår i släktet Enoplognatha och familjen klotspindlar. Inga underarter finns listade i Catalogue of Life.